# Epacromius coerulipes
Epacromius coerulipes är en insektsart som först beskrevs av Ivanov 1888.  Epacromius coerulipes ingår i släktet Epacromius och familjen gräshoppor. Inga underarter finns listade i Catalogue of Life.